# Jürgen Dargeman
Jürgen Dargeman var en guldsmed i Stockholm, verksam från 1640-talet till sin död cirka 1688. Han härstammade från Wolgast i Pommern. Innan han blev mästare runt 1660 tillverkade han bland annat arvfurstekronan till drottning Kristinas kröning 1650 vilken finns bevarad i Skattkammaren på Stockholms slott.